# Cristatusaurus
Cristatusaurus lapparenti
Genre
Espèce
Cristatusaurus est un genre fossile de grands dinosaures théropodes ayant vécu entre les étages Aptien et Albien du Crétacé supérieur, il y a environ 112 millions d'années, dans ce qui est aujourd'hui le Niger. L'unique espèce connue est Cristatusaurus lapparenti, originellement décrite en 1998 par Philippe Taquet et Dale A. Russell à partir de fossiles ayant été découverts dans la formation d'Elrhaz, comprenant des mâchoires partiels et quelques vertèbres. Deux griffes fossiles furent également attribuées par la suite à ce taxon. Le nom générique de l'animal signifie « reptile à crête », faisant allusion à une crête sagittale présente sur le dessus du museau, tandis que l'épithète spécifique honore le paléontologue français Albert-Félix de Lapparent. Comme d'autres spinosauridés de la sous-famille des Baryonychinae, Cristatusaurus était probablement un grand carnivore bipède, doté de membres antérieurs robustes et d’un crâne évoquant celui des crocodiles. D'après les archives fossiles de la formation d'Elrhaz, l'animal coexistait avec des dinosaures sauropodes et iguanodontiens, d'autres théropodes et divers crocodylomorphes.
Initialement considérée comme étant une espèce indéterminée de Baryonyx, l'identité de Cristatusaurus suscite de nombreux débats en raison du caractère fragmentaire de ses fossiles. Certains auteurs avancent qu'il s'agirait probablement du même dinosaure que Suchomimus, également connu de la formation d'Elrhaz. Dans ce cas, le genre Cristatusaurus aurait eu la priorité nominale, ayant été nommé deux mois plus tôt. En revanche, d’autres auteurs considèrent Cristatusaurus comme un nomen dubium, le jugeant impossible à distinguer clairement de Suchomimus et de Baryonyx. Bien que certaines différences aient été relevées entre les fossiles de Cristatusaurus et ceux de Suchomimus, on ignore encore si elles reflètent une véritable distinction entre les deux genres ou si elles sont simplement liées à l’ontogenèse, c’est-à-dire aux changements intervenants au cours de la croissance.

## Historique des recherches

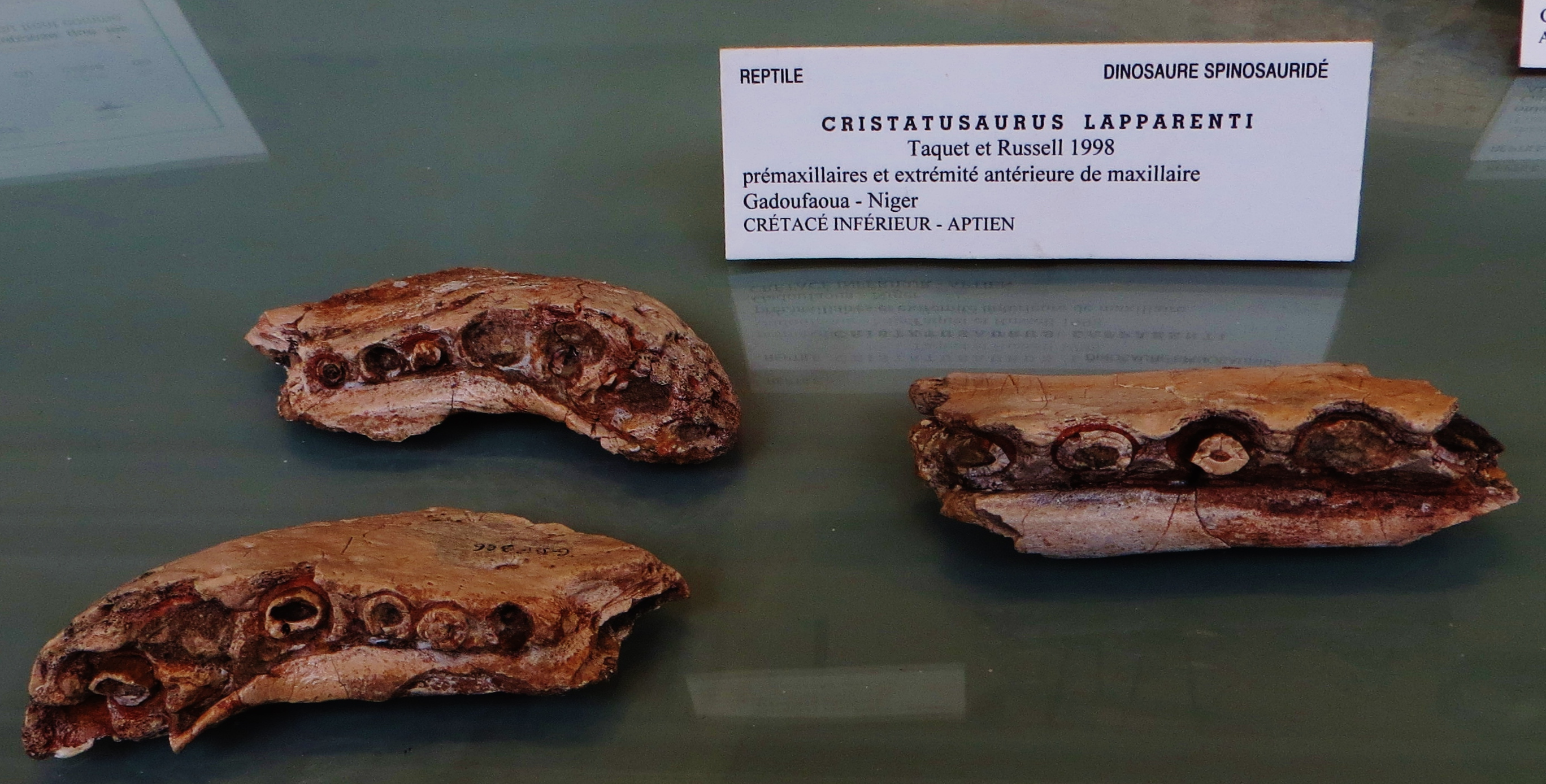
Éléments fragmentaires des mâchoires du spécimen holotype (MNHN GDF 366), exposées au Muséum national d'Histoire naturelle de Paris.

Les premiers fossiles connus de Cristatusaurus sont découverts en 1973 par le paléontologue français Philippe Taquet à Gadoufaoua, un site de la formation d'Elrhaz, au Niger. Le spécimen holotype, catalogué MNHN GDF 366, comprend deux prémaxillaires (os antérieurs du museau), un maxillaire droit partiel (os principal de la mâchoire supérieure) et un fragment dentaire de la mandibule. Plusieurs paratypes sont également attribués : MNHN GDF 365, un museau composé de deux prémaxillaires articulés ; ainsi que de MNHN GDF 357, 358, 359 et 361, qui consiste en quatre vertèbres dorsales,. Deux griffes du pouce provenant de spécimens distincts sont également attribuées ultérieurement à Cristatusaurus. En 1984, le prémaxillaire des spécimens MNHN GDF 365 et 366 sont décrits en détail pour la première fois par Taquet, par lequel il les attribue à un nouveau théropode sans nom au sein de la famille des Spinosauridae, en raison de caractéristiques communes avec le dentaire holotype de Spinosaurus aegyptiacus. À l'époque, Taquet pensait que ces spécimens proviendraient de la mâchoire inférieure, car aucun théropode n'était connu avec plus de cinq dents dans le prémaxillaire, tandis que Cristatusaurus en a sept. Cette hypothèse est néanmoins démentie en 1996 par les paléontologues brésiliens Alexander Kellner et Diogenes Campos, à la lumière des découvertes d'autres spinosauridés conservant des extrémités de mâchoire supérieure avec plus de cinq dents.

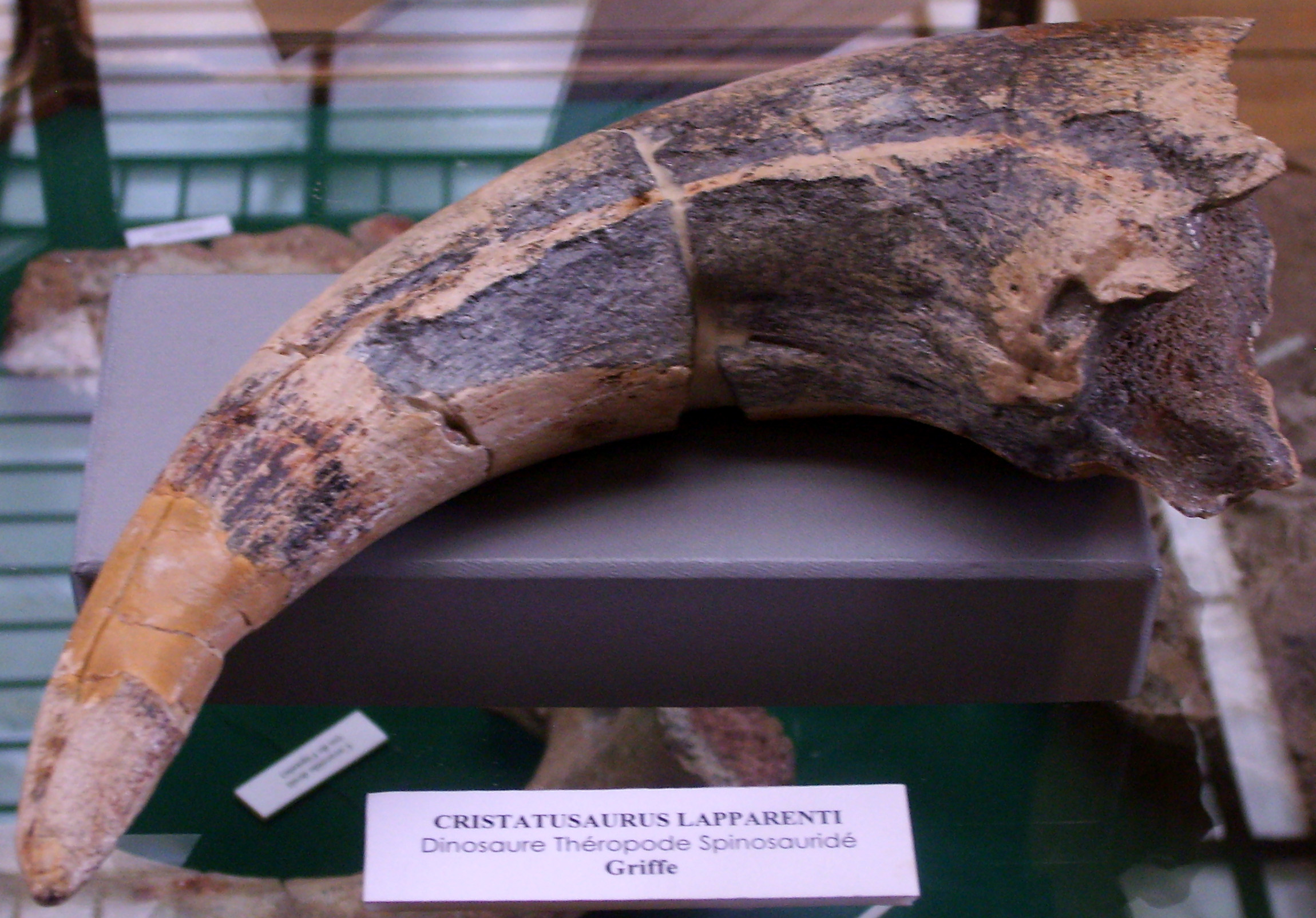
L'une des griffes référées, exposée au Muséum national d'Histoire naturelle de Paris.

Dans une publication de 1986, les paléontologues britanniques Alan Charig (en) et Angela Milner (en) considèrent que les éléments de la mâchoire décrit par Taquet sont presque indistinguables de ceux du spinosauridé Baryonyx walkeri, qu'ils décrivent alors sur la base d'un squelette partiel datant du Barrémien de la formation de Weald Clay (en), en Angleterre. Dans un suivi de 1997 de cet article préliminaire, les mêmes auteurs réfèrent les spécimens MNHN GDF 365 et 366 à une espèce indéterminée de Baryonyx, indépendamment de leur âge géologique plus jeune. En 1998, Taquet et le géologue américain Dale A. Russell utilisent ces os pour ériger le nouveau genre Cristatusaurus, dont l'espèce type est Cristatusaurus lapparenti. Le nom générique vient du latin crista, « crête », et du grec ancien σαῦρος / saûros, « lézard », pour donner « lézard à crête », en référence à une crête sagittale présente sur le museau. L'épithète spécifique est nommé en l'honneur du paléontologue français Albert-Félix de Lapparent, en raison de ses contributions aux découvertes liées aux dinosaures dans le Sahara. Dans le même article, plusieurs fossiles de crânes et de vertèbres provenant du Tademaït d'Algérie sont attribués à la seconde espèce proposée de Spinosaurus, S. maroccanus, qui sont décrites et comparées à ceux de Cristatusaurus. S. maroccanus est désormais considéré par la plupart des paléontologues comme un nomen dubium (c'est-à-dire un nom d'application incertaine),,, ou un synonyme de S. aegyptiacus. Deux mois après la publication de l'article de Taquet et Russell, un autre taxon de spinosauridé est nommé à partir de fossiles ayants étés également découverts dans la formation d'Erlhaz, Suchomimus tenerensis. Ses descripteurs, le paléontologue américain Paul Sereno et ses collègues, convinrent avec Charig et Milner qu'il n'existerait aucune distinction entre les crânes fossiles de Baryonyx et de Cristatusaurus, concluant ainsi que ce dernier serait un nomen dubium. Cet affirmation est également corrélé par le paléontologue allemand Oliver Rauhut dans une analyse publiée en 2003.
Lors de la description du taxon, Taquet et Russell basent la séparation de Cristatusaurus de Baryonyx sur la base de « condition brevirostrine du prémaxillaire » (c'est-à-dire ayant un museau court) du premier cité. La signification de ce diagnostic est considérée comme obscure par divers auteurs ultérieurs, qui décrivent les spécimens comme presque identiques à ceux de Baryonyx et Suchomimus. En 2002, le paléontologue français Éric Buffetaut et son collègue tunisien Mohamed Ouaja expriment leur soutien quant à la synonymie plus récente de Cristatusaurus avec Baryonyx. La même année, le paléontologue américain Hans-Dieter Sues et ses collègues considèrent à la fois Cristatusaurus et Suchomimus comme des synonymes plus récents de Baryonyx, affirmant qu'il n'y aurait aucune preuve fossile suggérant que plus d'un spinosauridé aurait vécu dans la formation d'Elrhaz. Néanmoins, des recherches plus récentes retiennent Suchomimus et Baryonyx comme des genres distincts,,. D'autres auteurs, tels que Tor Bertin en 2010 et Matthew Carrano et ses collègues en 2012, qualifient Cristatusaurus de baryonychiné indéterminée, en raison de ses restes fragmentaires,.
En 2016, Christophe Hendrickx, Octávio Mateus et Buffetaut notent que Taquet et Russell auraient pu interpréter Cristatusaurus comme ayant un museau plus court que Baryonyx en confondant l'encoche où les maxillaires s'articulent avec les prémaxillaires via les ouvertures des narines. Puisque Suchomimus et Baryonyx ont tous deux des prémaxillaires mieux préservés, alors que Cristatusaurus ne possède que la partie antérieure de cet os, Hendrickx et ses collègues envisagent la possibilité que le museau de Cristatusaurus soit aussi long que celui de Baryonyx. Ils rejoignent donc les auteurs précédents sur l'ambiguïté du diagnostic de Taquet et Russell. Hendrickx et ses collègues déclarent que, puisque Cristatusaurus et Suchomimus sont presque identiques et proviennent tous deux de la même unité stratigraphique, ils sont presque certainement synonymes. Les chercheurs constatent même des similarités entre les deux taxons, présentant tous deux des crêtes prémaxillaires, un rapport de taille similaire des alvéoles dentaires et des dépressions peu profondes devant les narines. Cependant, ces caractéristiques étant mineures et pouvant varier au sein d'une même espèce, ainsi qu'en fonction de l'âge et du sexe, Hendrickx et ses collègues n'identifient aucune autapomorphie (caractère distinctif) définitive chez l'holotype de Cristatusaurus, considérant donc le taxon comme un nomen dubium jusqu'à ce que ses restes postcrâniens soient examinés de plus près. Étant donné que C. lapparenti fut nommé en premier, celui-ci aurait donc la priorité sur S. tenerensis dans le cas où ils deviennent synonymes.
Dans une étude publiée en 2017, les paléontologues brésiliens Marcos Sales et Cesar Schultz comparent l'holotype de Cristatusaurus (MNHN GDF 366) au museau d'un des spécimens de Suchomimus (MNN GDF501). Tous deux présentent un bord étroit au sommet de leurs prémaxillaires. Cependant, le palais secondaire convexe de Cristatusaurus est clairement visible en vue de profil (situé sous les dents prémaxillaires), tandis que chez Suchomimus, il n'est discernable qu'à travers des fissures sur le museau fossile. Ils soulignent également que, lorsqu'il est connu, le processus ascendant du maxillaire de Cristatusaurus est plus étroit que chez Suchomimus. Les chercheurs concluent que des études complémentaires sont nécessaires pour déterminer si ces différences sont d'éventuelles autapomorphies entre les taxons, ou si elles résultent de changements liées à l'ontogenèse (changements au sein d'un organisme pendant la croissance), étant donné que l'holotype de Cristatusaurus représente un individu plus jeune.

## Description

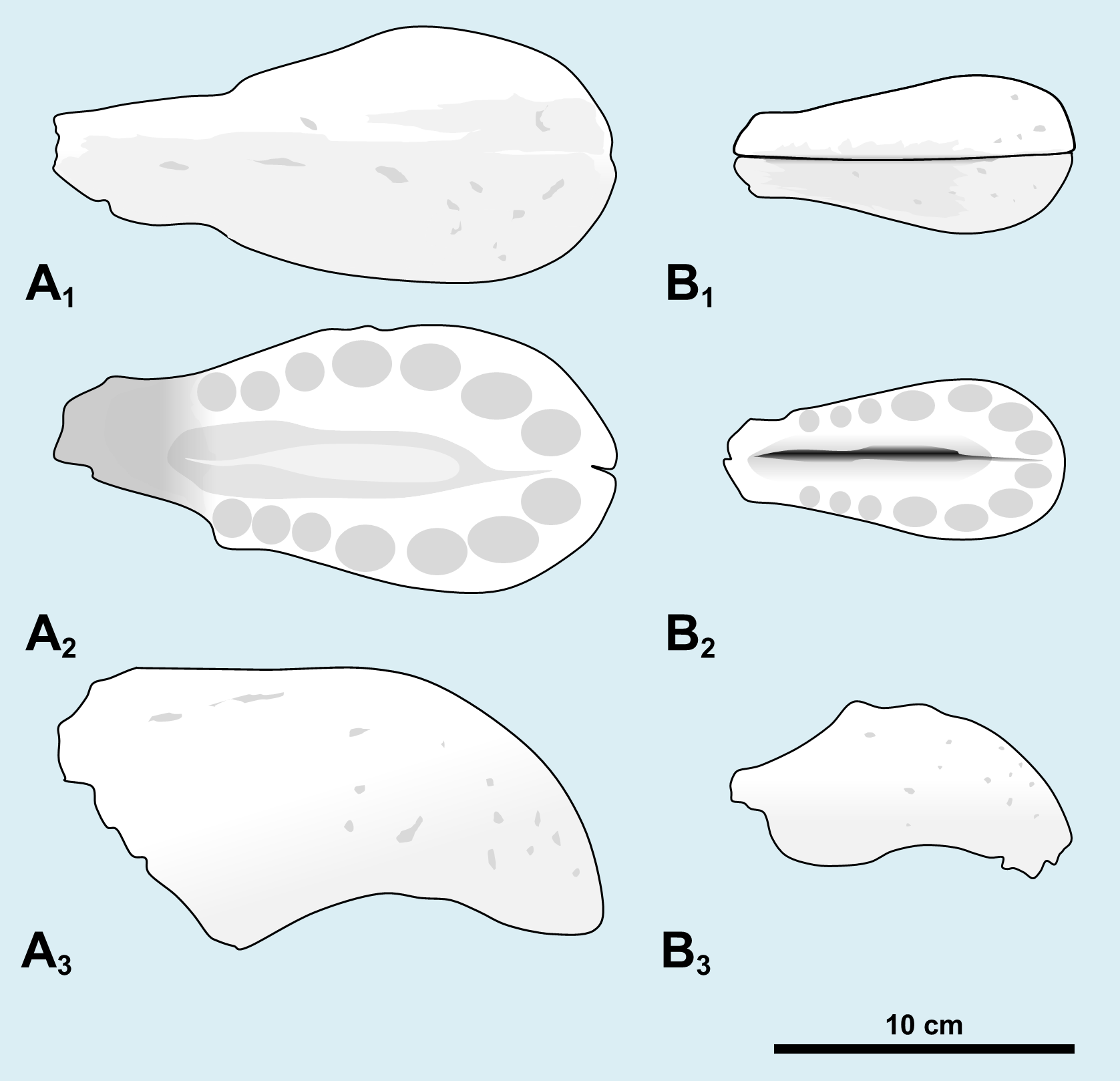
Diagramme montrant les différences entre les prémaxillaires d'un adulte (A) et d'un juvénile (B) de Cristatusaurus.

En 2012, le paléontologue américain Thomas R. Holtz Jr. estime provisoirement la taille de Cristatusaurus à environ 10 m de long pour une masse corporelle pesant entre 1 et 4 tonnes,. Les prémaxillaires de l'holotype mesurent 11,5 cm de long et 5,5 cm de haut. L'autre ensemble connu des prémaxillaires, venant du spécimen MNHN GDF 365, est plus grand : 18,5 cm de long et 9,5 cm de haut. La taille plus petite de l'holotype, sa surface plus lisse et l'absence de sutures co-ossifiées (fusionnées) indiquent qu'il s'agit d'un individu juvénile, tandis que le spécimen MNHN GDF 365 représente probablement un adulte.
L'extrémité du prémaxillaire de Cristatusaurus est courte et élargie, tandis que l'extrémité postérieure est rétrécie près de la suture avec le maxillaire, forme de museau en rosette caractéristique des spinosauridés. L'avant de la mâchoire supérieure est concave en bas, façonné pour s'imbriquer avec ce qui aurait été l'extrémité convexe et élargie de l'os dentaire de la mandibule,,. Une fine crête sagittale est présente dans le sens de la longueur au-dessus des prémaxillaires, une condition présente chez Baryonyx et Suchomimus, et très importante chez Angaturama (un possible synonyme plus récent d’Irritator). Comme tous les spinosauridés, les narines externes de Cristatusaurus sont positionnées plus en arrière sur le crâne que chez les théropodes typiques,. Deux processus osseux s'étendent sur la face inférieure du museau, formant une structure convexe qui forme le palais secondaire de l'animal. Cette anomalie est observée chez tous les crocodiliens actuels, mais pas chez la plupart des dinosaures théropodes, étant cependant fréquente chez les spinosauridés,.

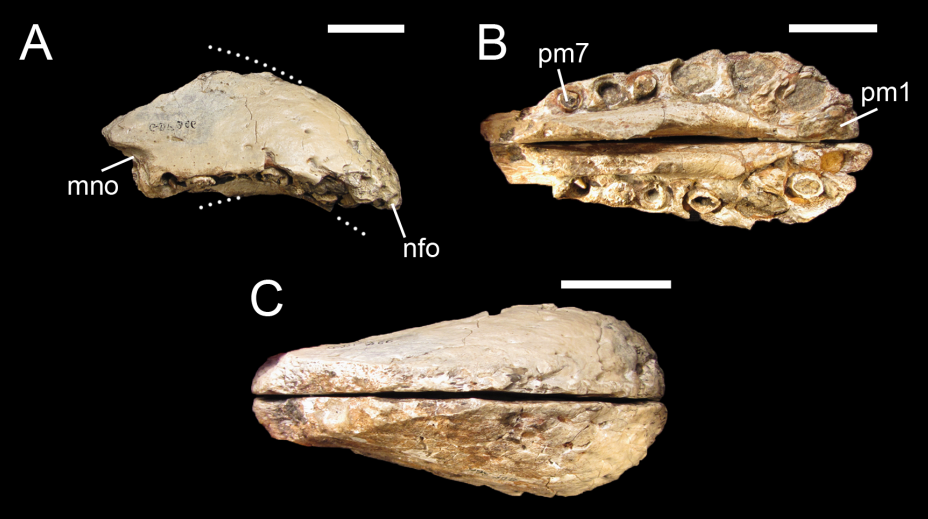
Prémaxillaires de l'holotype vus du côté gauche inversé (A), du bas (B) et du haut (C).

Les alvéoles dentaires de Cristatusaurus sont étroitement espacées, celles du maxillaire et du dentaire étant quelque peu aplaties latéralement, tandis que celles des prémaxillaires sont grandes et principalement circulaires, les alvéoles les plus antérieures étant les plus grandes,. Des couronnes dentaires partielles conservées dans certaines alvéoles montrent que les dents sont finement dentelées, avec des cannelures sur leur surface linguale (le côté tourné vers la langue). Les deux spécimens de prémaxillaire ont sept alvéoles de chaque côté, le même nombre que chez Suchomimus, Angaturama, Oxalaia et un spécimen de Spinosaurus maroccanus,.
L'une des vertèbres dorsales (MNHN GDF 358) mesure 13,5 cm de longueur, soit l'équivalent de la plus grande vertèbre connue de Spinosaurus maroccanus. La base préservée de l'une des épines neurales vertébrales de Cristatusaurus (MNHN GDF 359) mesure 1,5 cm d'épaisseur, contre 2,5 cm pour une vertèbre équivalente de Spinosaurus, ce qui indique que les épines neurales de Cristatusaurus n'étaient probablement pas aussi hautes que celles de Spinosaurus. Des deux griffes manuels attribués à Cristatusaurus, l'un est de taille équivalente à ceux trouvés chez Suchomimus et Baryonyx, tandis que l'autre est environ 25 à 30 % plus petit. Étant un spinosauridé, il aurait manié ces griffes avec des mains à trois doigts portées par des bras robustes.

## Classification

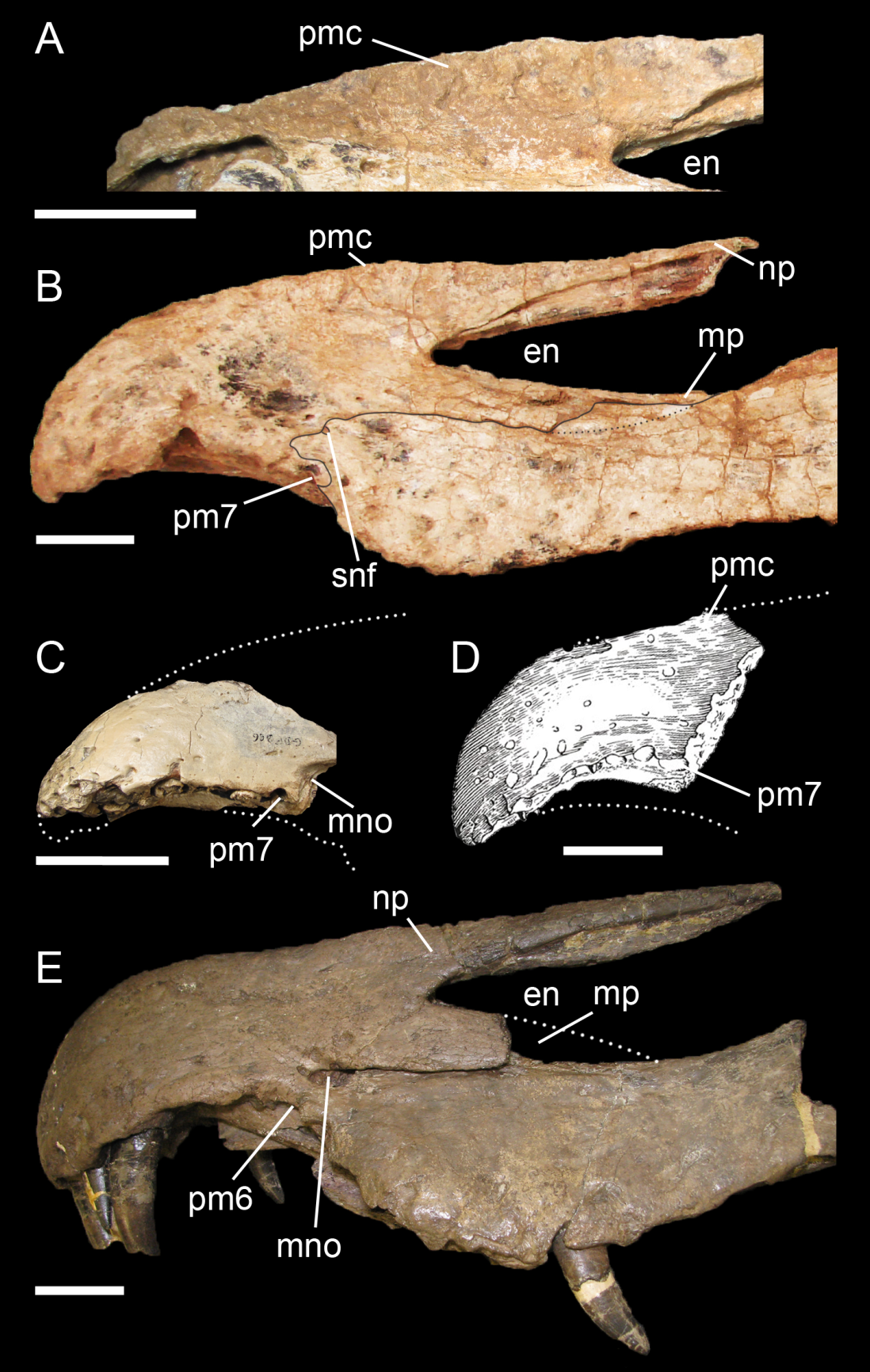
Comparaison entre les museaux fossiles de Suchomimus (A, B), Cristatusaurus (C, D) et Baryonyx (E).

Les spinosauridés sont de grands carnivores bipèdes dotés de membres antérieurs robustes et d'un crâne allongé semblable à ceux des crocodiles. Les affinités taxinomiques et phylogénétiques du groupe font l'objet de recherches et de débats actifs, car, comparés à d'autres groupes de théropodes, de nombreux taxons de la famille (dont Cristatusaurus) sont issus de fossiles relativement pauvres. Traditionnellement, cette lignée est divisée en deux sous-familles : les Spinosaurinae, qui comprennent des genres comme Irritator, Spinosaurus et Oxalaia ; et les Baryonychinae, qui incluent Baryonyx et Suchomimus. Bien que la classification de Cristatusaurus soit controversée, ses fossiles appartiennent certainement à un membre des baryonychinés, en raison de ses narines externes plus avancées ; de ses premières dents prémaxillaires relativement plus grandes ; de ses alvéoles dentaires plus rapprochées que chez les spinosaurinés ; et de la présence de fines dentelures, contrairement aux spinosaurinés qui en sont totalement dépourvus,,. Cependant, des auteurs comme Sales et Schultz remettent en question la monophylie des Baryonychinae (signifiant qu'il pourrait s'agir d'un groupe non naturel), affirmant que les spinosauridés sud-américains Angaturama et Irritator représentent des formes intermédiaires entre les Baryonychinae et les Spinosaurinae, en se basant sur leurs caractéristiques crâniennes et dentaires. Dans un article publiée en 2021, les paléontologues brésiliens Mauro Lacerda, Orlando Grillo et Pedro Romano récupèrent à nouveau les deux sous-familles comme distinctes. Néanmoins, bien que les auteurs partagent l'avis de Sales et Schultz sur la validité de Cristatusaurus, leur étude récupère ce genre comme un spinosauridé basal dont la position se situe juste à l'extérieur des Baryonychinae et des Spinosaurinae. Leur cladogramme est présenté ci-dessous : 
|  | Suchomimus |
|  |            |
|  | Baryonyx   |
|  |            |

|  | Oxalaia                                                                   |
|  |                                                                           |
|  | \| \| MSNM V4047 (Spinosaurus[7]) \| \| \| \| \| \| Irritator \| \| \| \| |
|  |                                                                           |
|  | MSNM V4047 (Spinosaurus)                                                  |
|  |                                                                           |
|  | Irritator                                                                 |
|  |                                                                           |

|  | MSNM V4047 (Spinosaurus) |
|  |                          |
|  | Irritator                |
|  |                          |

|  | Oxalaia                                                                   |
|  |                                                                           |
|  | \| \| MSNM V4047 (Spinosaurus[7]) \| \| \| \| \| \| Irritator \| \| \| \| |
|  |                                                                           |
|  | MSNM V4047 (Spinosaurus)                                                  |
|  |                                                                           |
|  | Irritator                                                                 |
|  |                                                                           |

|  | MSNM V4047 (Spinosaurus) |
|  |                          |
|  | Irritator                |
|  |                          |

|  | Suchomimus |
|  |            |
|  | Baryonyx   |
|  |            |

|  | Oxalaia                                                                   |
|  |                                                                           |
|  | \| \| MSNM V4047 (Spinosaurus[7]) \| \| \| \| \| \| Irritator \| \| \| \| |
|  |                                                                           |
|  | MSNM V4047 (Spinosaurus)                                                  |
|  |                                                                           |
|  | Irritator                                                                 |
|  |                                                                           |

|  | MSNM V4047 (Spinosaurus) |
|  |                          |
|  | Irritator                |
|  |                          |

|  | Oxalaia                                                                   |
|  |                                                                           |
|  | \| \| MSNM V4047 (Spinosaurus[7]) \| \| \| \| \| \| Irritator \| \| \| \| |
|  |                                                                           |
|  | MSNM V4047 (Spinosaurus)                                                  |
|  |                                                                           |
|  | Irritator                                                                 |
|  |                                                                           |

|  | MSNM V4047 (Spinosaurus) |
|  |                          |
|  | Irritator                |
|  |                          |

|  | Suchomimus |
|  |            |
|  | Baryonyx   |
|  |            |

|  | Oxalaia                                                                   |
|  |                                                                           |
|  | \| \| MSNM V4047 (Spinosaurus[7]) \| \| \| \| \| \| Irritator \| \| \| \| |
|  |                                                                           |
|  | MSNM V4047 (Spinosaurus)                                                  |
|  |                                                                           |
|  | Irritator                                                                 |
|  |                                                                           |

|  | MSNM V4047 (Spinosaurus) |
|  |                          |
|  | Irritator                |
|  |                          |

|  | Oxalaia                                                                   |
|  |                                                                           |
|  | \| \| MSNM V4047 (Spinosaurus[7]) \| \| \| \| \| \| Irritator \| \| \| \| |
|  |                                                                           |
|  | MSNM V4047 (Spinosaurus)                                                  |
|  |                                                                           |
|  | Irritator                                                                 |
|  |                                                                           |

|  | MSNM V4047 (Spinosaurus) |
|  |                          |
|  | Irritator                |
|  |                          |

|  | Suchomimus |
|  |            |
|  | Baryonyx   |
|  |            |

|  | Oxalaia                                                                   |
|  |                                                                           |
|  | \| \| MSNM V4047 (Spinosaurus[7]) \| \| \| \| \| \| Irritator \| \| \| \| |
|  |                                                                           |
|  | MSNM V4047 (Spinosaurus)                                                  |
|  |                                                                           |
|  | Irritator                                                                 |
|  |                                                                           |

|  | MSNM V4047 (Spinosaurus) |
|  |                          |
|  | Irritator                |
|  |                          |

|  | Oxalaia                                                                   |
|  |                                                                           |
|  | \| \| MSNM V4047 (Spinosaurus[7]) \| \| \| \| \| \| Irritator \| \| \| \| |
|  |                                                                           |
|  | MSNM V4047 (Spinosaurus)                                                  |
|  |                                                                           |
|  | Irritator                                                                 |
|  |                                                                           |

|  | MSNM V4047 (Spinosaurus) |
|  |                          |
|  | Irritator                |
|  |                          |

## Paléoécologie

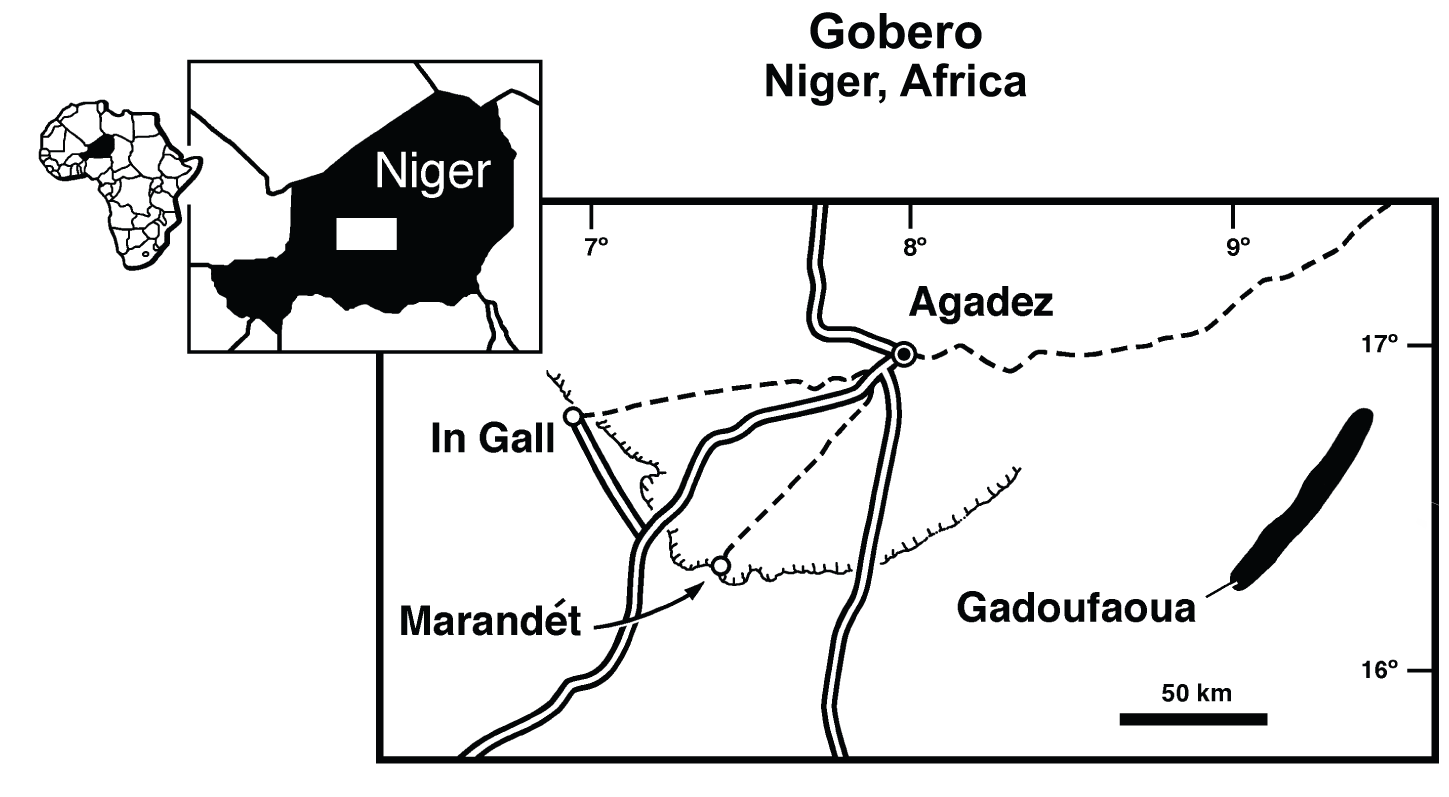
Affleurements de la formation d'Elrhaz, la zone de Gadoufaoua étant montré en bas à droite.

La formation d'Elrhaz, qui fait partie du groupe de Tegama, est principalement constituée de grès fluviaux à faible relief, dont une grande partie est masquée par des dunes de sable,. Les sédiments sont à grains grossiers à moyens, avec presque aucun horizon (en) à grains fins. Cristatusaurus a vécu dans ce qui est aujourd'hui le Niger, pendant les étages de l'Aptien tardif à l'Albien précoce du Crétacé inférieur, il y a environ 112 millions d'années,. Les couches sédimentaires de la formation sont interprétées comme un habitat intérieur de vastes plaines inondables d'eau douce et de rivières à courant rapide, avec un climat tropical qui a probablement connu des périodes de sécheresse saisonnières.

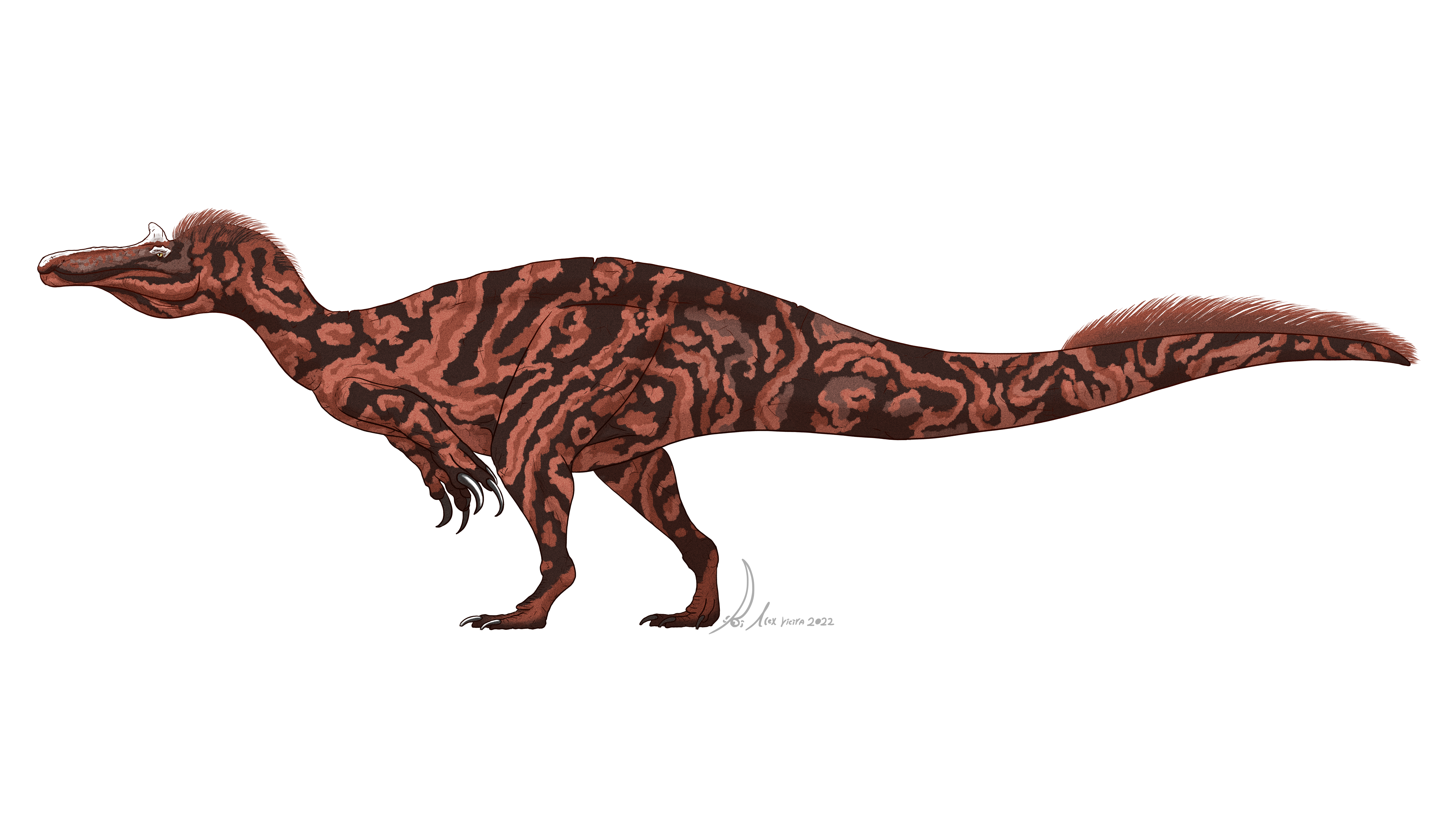
Reconstitution hypothétique de C. lapparenti.

Cet environnement abritait une faune variée, composée notamment de dinosaures, de ptérosaures, de tortues, de poissons, d'hybodontiformes et de bivalves d'eau douce,. Outre Cristatusaurus et Suchomimus, des théropodes tels que l'abélisauridé Kryptops, le carcharodontosauridé Eocarcharia et le noasauridé Afromimus (en) ont été découverts. Les dinosaures herbivores de la région comprenent des iguanodontiens comme Ouranosaurus, Elrhazosaurus, Lurdusaurus, ainsi que deux sauropodes : Nigersaurus et un titanosaure non identifié. Les crocodylomorphes sont abondants, représentés par l'imposant pholidosauridé Sarcosuchus imperator, ainsi que de petits notosuchiens comme Anatosuchus, Araripesuchus et Stolokrosuchus (en). La flore locale était probablement composée principalement de fougères, de prêles et d'angiospermes, en fonction des adaptations alimentaires des sauropodes qui y vivaient.
Un mode de vie semi-aquatique est proposé pour de nombreux spinosauridés, en raison de leurs caractéristiques anatomiques et de leur histologie osseuse inhabituelles. Les dents de Cristatusaurus auraient probablement servi à percer et à saisir des proies, plutôt qu'à trancher la chair, comme l'indiquent leur section subcirculaire et leurs dentelures réduites. Ses dents, combinées à la courbure sinusoïdale (ondulée) de ses mâchoires, auraient constitué un piège efficace pour les poissons. Les narines rétractées lui auraient permis d'immerger son museau plus profondément que la plupart des théropodes, tout en conservant sa capacité respiratoire, et le palais secondaire osseux aurait théoriquement renforcé le crâne contre les contraintes de flexion lors de l'alimentation. L'utilisation des grandes griffes manuelles et recourbés des spinosauridés fait encore l'objet de débats ; les fonctions suggérées vont de la gaffe à la récupération de proies aquatiques (en), en passant par la récupération de carcasses ou le creusage,,,.